# Парламентские выборы на Соломоновых Островах (2019)
Всеобщие выборы на Соломоновых Островах прошли 3 апреля 2019 года. Они стали первыми после завершения Региональной миссии помощи Соломоновым Островам (RAMSI) в 2017 году. На них избирался 11-й Парламент Соломоновых Островов. 24 апреля Манассе Согаваре был избран премьер-министром Соломоновых Островов.

## Избирательная система
Парламент Соломоновых Островов включает 50 депутатов, избираемых всеобщим голосованием по одномандатным округам в рамках мажоритарной системы. В голосовании могут участвовать граждане Соломоновых Островов, достигшие 18 лет. Избирательное право изымается у проживающих за океаном, нарушивших избирательный закон, признанных умалишённым, находившихся в местах заключения более 6 месяцев и у осуждённых на смертную казнь.
Было зарегистрировано 359 690 избирателей, что на 72 тыс больше, чем на выборах 2014 года.
Кандидатами могут быть жители соответствующего округа, достигшие 21 года. Не могут баллотироваться носители двойного гражданства, работники исполнительной власти и члены Избирательной комиссии, а также банкроты, находившихся в местах заключения более 6 месяцев и осуждённые на смертную казнь.

## Результаты
|                                                       |                                                  |         |     |       |       |
| Партия                                                | Партия                                           | Голоса  | %   | Места | +/–   |
|                                                       | Партия Kadere                                    |         |     | 8     | +7    |
|                                                       | Демократическая партия                           |         |     | 8     | новая |
|                                                       | Объединённая демократическая партия              |         |     | 4     | –1    |
|                                                       | Партия демократического альянса                  |         |     | 3     | –4    |
|                                                       | Партия народного альянса                         |         |     | 2     | –1    |
|                                                       | Объединённая партия Соломоновых Островов         |         |     | 2     | новая |
|                                                       | Первая народная партия                           |         |     | 1     | –     |
|                                                       | Партия Соломоновых Островов за сельское развитие |         |     | 1     | –     |
|                                                       | Зелёная партия Соломоновых Островов              |         |     | 0     | новая |
|                                                       | Новая национальная партия                        |         |     | 0     | –     |
|                                                       | Партрия Панмеланезийский конгресс                |         |     | 0     | –     |
|                                                       | Народная прогрессивная партия                    |         |     | 0     | –     |
|                                                       | Партия национальной трансформации                |         |     | 0     | –     |
|                                                       | Независимые                                      |         |     | 21    | –11   |
| Недействительных/пустых бюллетеней                    | Недействительных/пустых бюллетеней               |         | –   | –     | –     |
| Всего                                                 | Всего                                            |         | 100 | 50    | 0     |
| Зарегистрированных избирателей/Явка                   | Зарегистрированных избирателей/Явка              | 359 690 |     | –     | –     |
| Источник: Избирательная комиссия Соломоновых Островов |                                                  |         |     |       |       |